# Algebra wieloliniowa
Algebra wieloliniowa – dział matematyki, który poszerza metody algebry liniowej. Tak, jak algebra liniowa jest zbudowana na idei wektora i rozwija teorie przestrzeni wektorowych, algebra wieloliniowa opiera się na koncepcie p-wektorów oraz wielowektorów i algebry Grassmanna.

## Początki
W przestrzeni wektorowej o wymiarze n rozważa się jedynie wektory. Według Hermanna Grassmanna i innych to założenie pomija kompleksowość rozważań jedno-, dwu- i generalnie wielowektorów. Ponieważ istnieje wiele możliwości kombinatorycznych, przestrzeń wielowektorów okazuje się mieć 2n wymiarów. Abstrakcyjna postać wyznacznika ma najbardziej oczywiste zastosowanie. Algebra wieloliniowa ma również zastosowania w mechanicznym badaniu odpowiedzi materiałów na naprężenie i odkształcenie z różnymi współczynnikami elastyczności. To praktyczne odniesienie doprowadziło do użycia słowa tensor do opisywania elementów w przestrzeni wieloliniowej. Dzięki dodatkowej strukturze w przestrzeni wieloliniowej ma ona ważną rolę w różnych badaniach w matematyce wyższej. Chociaż Grassmann rozpoczął temat w roku 1844 ze swoim dziełem Ausdehnungslehre, i opublikował je ponownie w 1862, jego praca nieszybko znalazła uznanie, ponieważ zwykła algebra liniowa dostarczała wówczas wystarczająco dużo wyzwań do zrozumienia.
Zagadnienia algebry wieloliniowej są wykorzystywane w badaniach rachunku różniczkowego i całkowego dla wielu zmiennych oraz rozmaitości, gdzie pojawia się macierz Jacobiego. Rachunek różniczkowy pojedynczej zmiennej staje się formą różniczkową w rachunku różniczkowym wielu zmiennych, a operacje na nich są przeprowadzane metodami algebry zewnętrznej.
Kontynuatorami Grassmana w rozwijaniu algebry wieloliniowej byli Victor Schlegel – opublikował on w 1872 roku pierwsza część System der Raumlehre – oraz Elwin Bruno Christoffel. Główny postęp w rozwoju algebry wieloliniowej nadszedł wraz z pracą Gregorio Ricciego-Curbastro i Tullio Leviego-Civity. Marcel Grossmann i Michele Besso przedstawili teorię „absolutnego rachunku różniczkowego” (autorstwa Ricciego) Albertowi Einsteinowi. Praca Einsteina wyjaśniająca precesje peryhelium Merkurego opublikowana w 1915 r. ustanowiła algebrę liniową oraz tensory jako istotne dla fizyki narzędzia matematyczne.

## Zastosowanie w topologii algebraicznej
W środku XX stulecia badania tensorów zostały przeformułowane w sposób bardziej abstrakcyjny. Traktat grupy Bourbaki Multilinear Algebra był szczególnie wpływowy – prawdopodobnie z niego pochodzi termin algebra wieloliniowa. 
Jednym z powodów rosnącego wówczas zainteresowania algebra wieloliniowa był nowy obszar zastosowania, algebra homologiczna. Rozwój topologii algebraicznej w latach 40. dał dodatkowy bodziec dla rozwoju czysto algebraicznego potraktowania iloczynu tensorowego. Obliczanie grup homologicznych iloczynu dwóch przestrzeni wymaga iloczynu tensorowego; jedynie w najprostszych przypadkach, takich jak torus, jest ona bezpośrednio obliczana tym sposobem (por. teoria Künnetha). Zjawiska topologiczne były wystarczająco subtelne by wymagać lepszych koncepcji podstawowych – potrzeba było zdefiniowania funktorów Tor.
Materiał wymagający opracowania był dość szeroki, włączając idee zapoczątkowane przez Hermanna Grassmanna, koncepcje z teorii form różniczkowych, które doprowadziły do powstania kompleksu de Rhama, jak również bardziej elementarne koncepcje, jak iloczyn klinowy, który jest uogólnieniem iloczynu wektorowego.
Grupa Bourbaki w swoim poważnym omówieniu tematu zupełnie odrzuciła jedno podejście w rachunku wektorowym (drogę kwaternionów, to jest przypadek ogólny, relacje z grupami Liego). Zastosowano zamiast tego nowatorskie podejście teoriokategoryjne, podejście do grupy Liego postrzegano jako osobny problem. Ponieważ prowadzi to do bardziej jasnego potraktowania zagadnienia, powrót do dawnego podejścia nie jest prawdopodobny. (Ściśle ujmując, powołano się na własność uniwersalną; jest ona bardziej ogólna niż teoria kategorii, jednocześnie zinterpretowano relacje między tymi dwoma jako alternatywne podejścia).
W rzeczy samej to, co zrobiono, miało na celu dokładne wyjaśnienie, że przestrzenie tensorowe są konstrukcjami wymaganymi do zredukowania problemów wieloliniowych do rzędu problemów liniowych. Za tym czysto algebraicznym podejściem nie idzie żadna geometryczna intuicja.
Poprzez ponowne wyrażenie zagadnień w pojęciach algebry wieloliniowej, istnieje oczywisty i dobrze zdefiniowany „złoty środek”: ograniczenia narzucone przez rozwiązanie są dokładnie tymi potrzebnymi w praktyce. Uogólniając, nie istnieje potrzeba odwoływania się do konstrukcji ad hoc, koncepcji geometrycznych lub uciekania się do układów współrzędnych. Mówiąc żargonem teorii kategorii, wszystko jest całkowicie naturalne.

## Wnioski w podejściu abstrakcyjnym
Zasadniczo podejście abstrakcyjne może odnowić dokonania podejścia tradycyjnego. W praktyce nie jest to takie proste. Z drugiej strony pojęcie naturalności jest spójne z zasadą ogólnej kowariancji w ogólnej teorii względności. Ta druga dotyczy pól tensorowych (tensory różniące się od punktu do punktu w rozmaitości), lecz kowariancja utrzymuje, ze nomenklatura tensorów jest istotna dla prawidłowego wyrażenia ogólnej teorii względności.
Kilka dekad później abstrakcyjny pogląd wynikający z teorii kategorii został związany z podejściem rozwiniętym w latach 30. przez Hermanna Weya (poprzez pracę nad ogólną teorią względności przez abstrakcyjną analizę tensorową). W pewnym sensie teoria zatoczyła pełne koło, łącząc raz jeszcze istotę starych i nowych poglądów.

## Zagadnienia algebry wieloliniowej
- przekształcenie dwuliniowe
- wzory Cramera
- przestrzeń podwójna
- notacja Einsteina
- algebra zewnętrzna
- pochodna zewnętrzna
- iloczyn wewnętrzny
- delta Kroneckera
- symbol Leviego-Civity
- tensor metryczny
- tensor mieszany
- mapa wieloliniowa
- algebra symetryczna
- tensor symetryczny
- tensor
- algebra, tensorowa, wolna algebra
- przyciąganie tensorów

## Zastosowania
Przykładowe zastosowania koncepcji algebry wieloliniowej:
- klasyczne potraktowanie tensorów
- tensory diadyczne
- notacja bra-ket
- algebra geometryczna
- algebra Clifforda
- pseudoskalar
- pseudowektor
- spinor
- iloczyn zewnętrzny
- liczby hiperzespolone
- uczenie podprzestrzeni wieloliniowych